# Blisterstring
Blisterstring — студійний альбом блюзового співака і гітариста Джиммі Докінса, випущений лейблом Delmark в 1976 році. Це третій альбом Докінса на Delmark Records. Записаний у 1975 році у студії Chess Studios. Серед композицій — кавер-версії «Blue Monday» Дейва Бартоломью, «Chitlins con Carne» Кенні Баррелла, «Blues With a Feeling» Літтл Волтера та «Ode to Billie Joe» Боббі Джентрі.
3 вересня 1996 року Delmark перевидав альбом на CD.

## Список композицій
1. «Feel So Bad» (Чак Вілліс) — 7:34
2. «Blue Monday» (Дейв Бартоломью, Фетс Доміно) — 4:15
3. «Chitlins con Carne» (Кенні Баррелл) — 3:48
4. «She Got the Blues Too» (Джиммі Докінс) — 6:55*
5. «If You're Ready» (Гомер Бенкс, Карл Гемптон, Рей Джексон) — 5:05
6. «Blues With a Feeling» (Літтл Волтер) — 5:51
7. «Ode to Billie Joe» (Боббі Джентрі) — 4:32
8. «Welfare Line» (Джиммі Докінс) — 7:53
9. «Shufflin the Blues» (Джиммі Докінс, Джонсон) — 4:45*
10. «Peeple Will Talk» (Джиммі Докінс) — 6:10*
11. «Sea of Luv» (Джиммі Докінс) — 3:42*

- Примітки. * — лише на CD

## Учасники запису
- Джиммі Докінс — гітара і вокал
- Джиммі Джонсон — гітара
- Сонні Томпсон — фортепіано
- Сільвестер Бойнс — бас
- Тайрон Сенчерей — ударні

### Технічний персонал
- Стів Томашевскі — продюсер
- Малькольм Крісгольм — інженер
- Кейт Годдінотт — дизайн обкладинки
- Джим Фальконер — фотографія обкладинки

## Критика
| “                                         | …декілька яскравих прикладів вбивчого, стійкого звуку Докінса…маса агресивної гітари від одного із найчутливіших гітаристів чиказького Вест-Сайду.Оригінальний текст (англ.) …some prime examples of Dawkins' killing, sustaining tone....tons of aggressive guitar work from one of the rawest from Chicago's West Side. | „ |
| —Білл Мілковскі, JazzTimes (3/97, ст. 77) | |   |